# Cake pop
Un cake pop es una forma de pastel con estilo de chupetín. Las migajas de pastel se mezclan con glaseado o chocolate, y se forman en pequeñas esferas o cubos, antes de que se les aplique una capa de glaseado, chocolate u otras decoraciones y se adhieran a palos de chupetín. Los cake pops pueden ser una forma de usar restos o migas de pastel. 
El cake pop aumentó en popularidad entre 2009 y 2011. Un libro llamado "Cake Pop" de Bakerella apareció en la lista de superventas del New York Times.

## Preparación
Los cake pops utilizan muchos de los ingredientes utilizados para hornear un pastel tradicional y se puede hacer con pasteles de cualquier sabor. 
Muchas recetas que se encuentran en línea usan una mezcla de pastel en lugar de una masa de pastel desde cero. Si bien es más conveniente, no necesariamente ofrece el mismo resultado. Las recetas de pastel desde cero producen un pastel que tiende a ser más denso que las mezclas compradas en la tienda, con un mejor rendimiento, especialmente después de mezclarlo con glaseado casero. El pastel más denso es más rígido, lo que facilita la forma de las bolas y la fijación de los palos. La mezcla comprada en la tienda produce un pastel más ligero que no se endurece tanto, y los palitos tienden a deslizarse después de pegarse. 
Una vez que se ha horneado el pastel, o cuando se han recogido las sobras de un pastel existente, se desmenuza en pedazos. Estas migajas se mezclan en un tazón de glaseado y la mezcla resultante se forma en bolas, cubos u otras formas. Cada bola se une a un palo de piruleta sumergido en chocolate derretido y se pone en la nevera para que se enfríe. Una vez que la mezcla se solidifica, se sumerge en chocolate derretido para formar una cáscara dura y se decora con chispas o azúcares decorativos. Las bolas de pastel se pueden congelar para acelerar el proceso de solidificación. 
La mayor parte del tiempo haciendo un pastel pop se gasta en dar forma al pastel en una forma deseable y decorarlo. Las formas simples, como las esferas, se pueden moldear con las manos, pero las formas complejas requieren herramientas. El molde de silicona y los cortadores de galletas son herramientas populares que se usan para dar forma a los pasteles. 